# Station St. Anton am Arlberg
Het station St. Anton am Arlberg is het hoogst gelegen station van de Oostenrijkse Arlbergspoorlijn. Het station, dat op 11 september 2000 werd geopend, verving het station uit 1884 dat ongeveer 300 meter noordoostelijker in het dorpscentrum lag. Het station wordt door de Arlbergstraße en de Rosanna van de bebouwde kom gescheiden.

## Het station uit 1884
In 1884 werd de Arlbergspoorlijn geopend die onder meer een station kreeg bij de oostelijke tunnelmond in de gemeente Nasserein. Het station werd genoemd naar het dorpsdeel St. Anton waar het gebouwd was. Door de ligging vlak bij het hoogste punt, de oostelijke tunnelmond, van de lijn was het station van meet af aan van belang voor de bedrijfsvoering. Op het station werden de stoomlocomotieven voorzien van water en opdruklocomotieven werden naar de kop van de trein gerangeerd voor de rit door de tunnel of de afdaling naar Landeck. Deze noodzakelijke handelingen betekende dat ook alle sneltreinen in het station stopten ondanks dat het dorp in 1901 nog geen 900 inwoners telde. Het station met de goede treinverbindingen was de aanjager voor de ontwikkeling van St. Anton tot toeristische bestemming, die begon met de bouw van Hotel Post naast het station. Op 1 oktober 1909 werd de naam St. Anton gewijzigd in St. Anton am Arlberg om verwisseling met het, in 1905 geopende, station St. Anton im Montafon aan de Montafonerbahn te voorkomen.
In verband met de problemen met de luchtverversing van de Arlbergtunnel werd het station samen met de tunnel en Langen am Arlberg bij de westelijke tunnelmond als een van de eerste stations aan het bergtraject geëlektrificeerd. De elektrische dienst door de tunnel begon op 20 november 1924. Het traject tussen St. Anton en Landeck kwam op 29 april 1925 onder de draad, tot die tijd werden de E-locs in St. Anton als voorspan voor de treinen door de tunnel geplaatst. Ook na de algehele elektrificatie van de lijn bleef het, inmiddels toeristisch belangrijke, station een tussenstop voor alle snel- en langeafstandstreinen over de Arlberg, waaronder de bekende treinen als de Arlberg-Oriënt-Express en de Transalpin. In 1937 werd vlak naast het station het dalstation van de Galzigbahn geopend.
Het goederenvervoer was in St Anton van ondergeschikt belang en naast de laad en losplaats was er nog een oprit. Deze werd 's winters, als de Arlbergpas gesloten was, gebruikt om personenauto's op de trein te zetten naar Langen. Dit provisorische autotransport werd gestaakt toen in 1978 de  Arlberg Straßentunnel werd geopend. De vrijstaande goederenloods stond ten noorden van het stationsgebouw aan spoor 5 waar het spoor naar de oprit afboog.
Het reizigersverkeer werd afgewikkeld op spoor 5 met een grote luifel direct aan het stationsgebouw en de sporen 1 t/m 4 langs twee eilandperrons die gedeeltelijk overkapt waren ter hoogte van de reizigerstunnel waardoor de perrons waren verbonden met het stationsgebouw. Deze tunnel bestaat nog steeds en loopt tussen een toegang in het dorp op straatniveau aan de zuidkant van het oude station onder het vroegere emplacement door en de toegangstrap aan de westkant bij de kabelbanen.

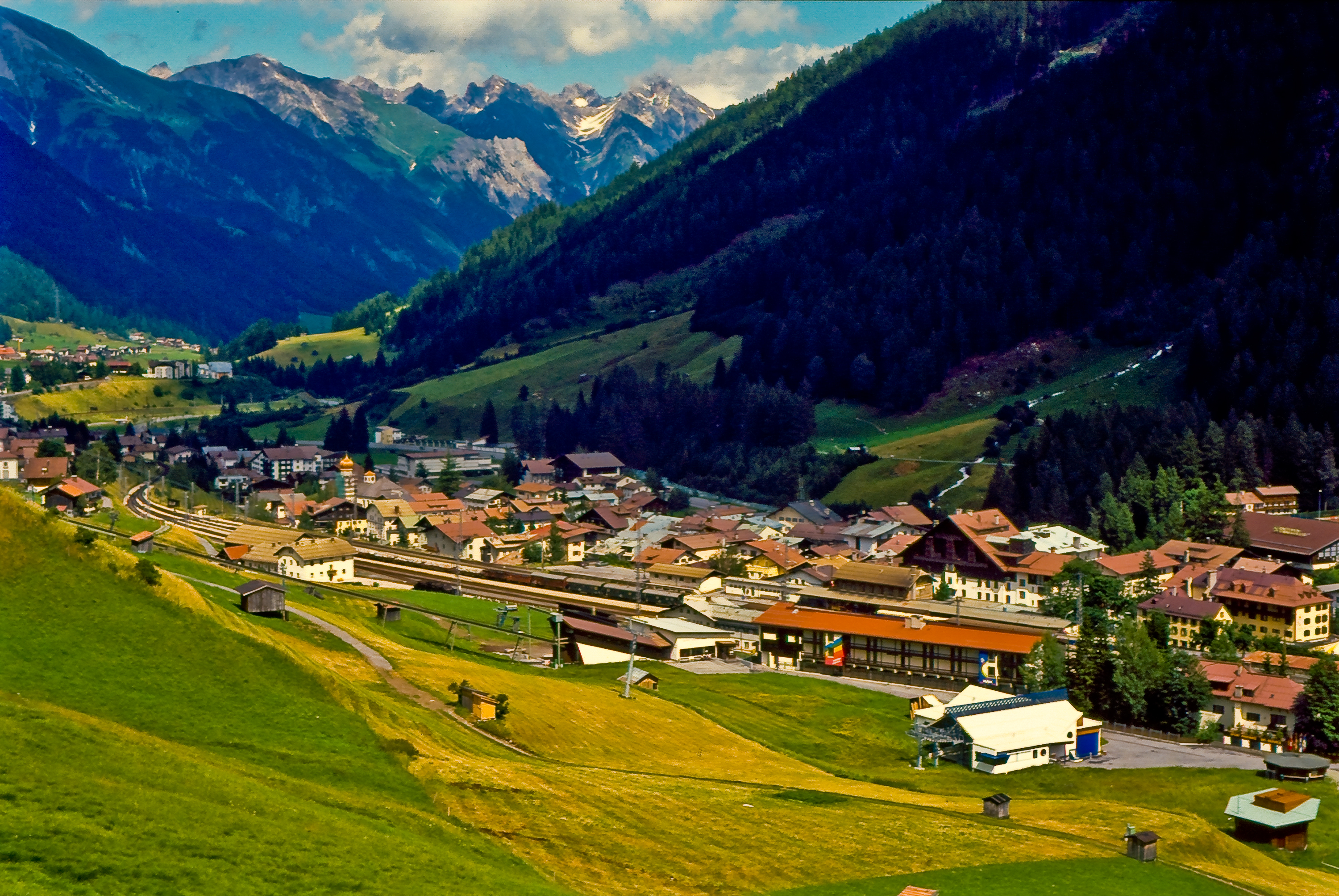
Het oude station en daarachter St. Anton am Arlberg
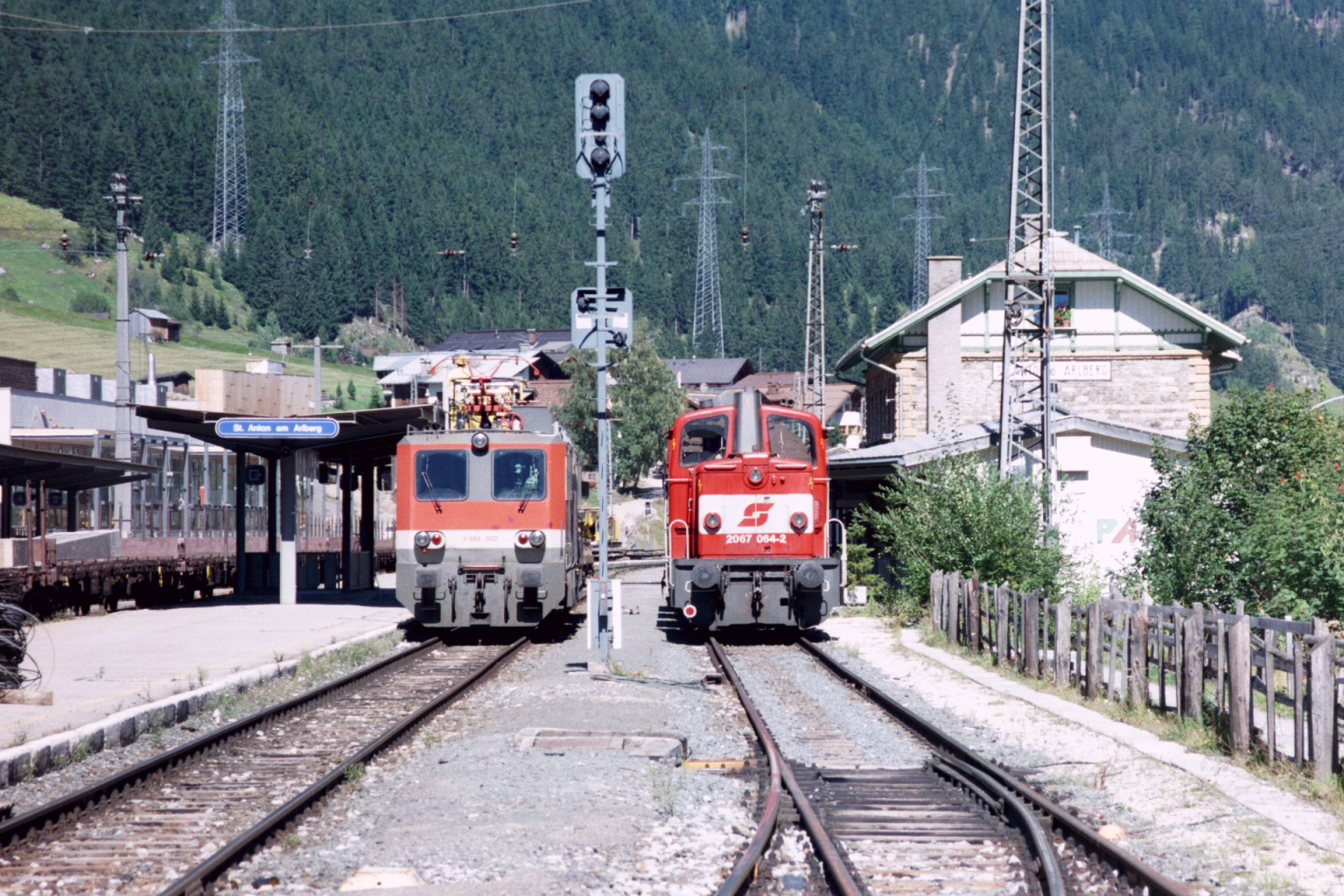
Treinen in het oude station
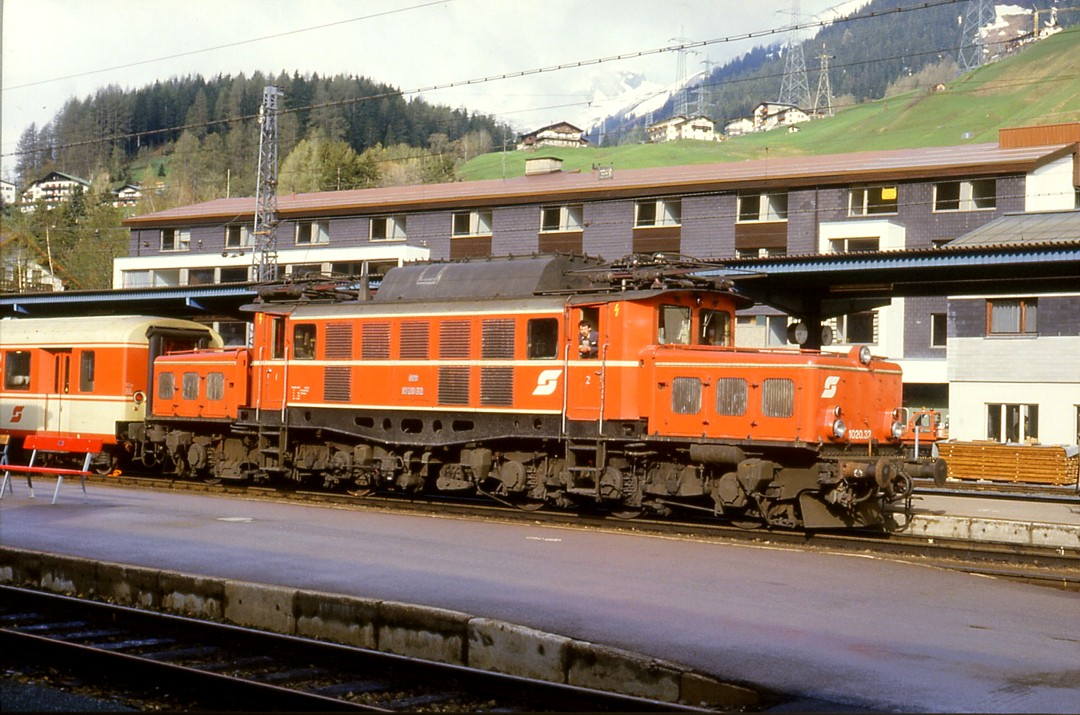
Loc 1020.32 met stoptrein op weg van Bludenz naar Innsbruck op 25 mei 1984

## Het station uit 2000

### Plannen
De Arlbergspoorlijn die tussen 1880 en 1884 werd grotendeels enkelsporig aangelegd. De Arlbergtunnel was breed genoeg voor dubbelspoor en het tweede spoor in de tunnel kwam al in 1885 in gebruik. In het begin van de jaren 80 van de 20e eeuw kwamen er plannen om ook de rest van de lijn van dubbelspoor te voorzien. Voor het deel tussen Schann en St. Anton werd een spoorverdubbeling op het bestaande tracé voorgesteld maar de gemeente wees dit af omdat het voorstel de bestaande problemen zou verergeren. In 1987 werden nieuwe oplossingen uitgewerkt en een jaar later besloot de gemeenteraad om het station en de spoorlijn naar de noord- of zuidrand van het dorp te verplaatsen.  
In 1990 kwamen vanuit de bevolking bezwaren tegen de uitbouw van de lijn en het station, het plan werd echter weer opgepakt in 1996 nadat het WK Alpineskiën 2001 aan St. Anton am Arlberg was toegewezen. Uiteindelijk werd besloten tot de uitvoering van tracévariant zuid, waarbij het nieuwe station op een 400 meter lang stuk tussen de nieuwe Wolfsgrubentunnel en de Arlbergtunnel in de openlucht onderaan een helling zou komen. 

### Bouw
Het project van ongeveer 2 miljard Schilling (145 mln. euro) werd binnen drie jaar gerealiseerd en omvatte de bouw van een nieuw station en de verschuiving van de tunnelmond van de Arlbergtunnel, alsmede het dubbelsporige traject door de Wolfsgrubentunnel en verder naar het oosten. Op 11 september 2000 kon het treinverkeer via het nieuwe station van start gaan. Het oude tracé door het dorp werd vervangen door perken, fiets- en voetpaden. Door de verplaatsing van het spoor naar de nieuwe tunnel kon de geluidshinder sterk worden verminderd. Het oude stationsgebouw bleef behouden en wordt gebruikt door Hotel Post. 

### Architectuur
Het nieuwe stationsgebouw is de uitkomst van een Europabrede architectuurwedstrijd en werd ontworpen door de architecten Gerhard Manzl, Johann Ritsch en Manfred Sandner. Het bouwwerk is gevormd door de geluidsnormen en dient ook als geluidsscherm. De aan de dorpskant toegankelijke stationshal uit beton is bekleed met staalvlechtwerk dat het geluid verdeeld over de achterliggende geluiddempende platen. Het voor reizigers toegankelijke deel ligt net als het grote stationsplein op het niveau van de reizigerstunnel onder de sporen, zodat maar een niveauwissel nodig is tussen hal en perron. De gedenkplaat voor de doorbraak van de Arlbergtunnel, die vroeger ter hoogte van de doorbraak hing is verplaatst naar de reizigerstunnel in het nieuwe station. 
In de stationshal is een kleine bistro en er zijn, zoals te verwachten in een belangrijk skioord, bagagekluizen waar ook skis in passen. Voetgangers kunnen via een brug over de Rosanna meteen vanaf het stationsplein in het dorp komen.
Het station heeft vier sporen langs twee eilandperrons die elk met een vaste trap en een lift met de reizigerstunnel verbonden zijn. De perrons zijn lang genoeg voor twee gekoppelde Railjet stammen en lopen aan de westkant ongeveer 50 meter door in de Arlbergtunnel. In de reguliere reizigersdienst worden alleen de middelste sporen gebruikt, spoor 2 voor de richting Vorarlberg en spoor 3 naar het oosten. Tussen het stationsgebouw en de Wolfsgrubentunnel liggen aan de noordkant van spoor 1 nog een parallel spoor en kopspoor met oprit.

## Reizigersverkeer
Omdat de stoptreinen tussen Landeck-Zams en Bludenz steeds verder beperkt werden en in 2010 geheel werden geschrapt stoppen in St. Anton alleen nog langeafstandstreinen. In de eerste plaats betreft dit Railjet-diensten tussen Wenen en Zürich respectievelijk Bregenz. Met ingang van de dienstregeling 2017, die in december 2016 van kracht werd, rijden de Railjets van en naar Vorarlberg elk uur, maar sindsdien stoppen alleen nog diensten van en naar Zürich, die elke twee uur rijden, in St. Anton. In de winter is het station de bestemming van verschillende vakantietreinen met wintersporters. Sinds december 2022 rijden in de winter rechtsreekse ICE-treinen tussen Hamburg en St. Anton en in de zomer tussen München en St. Anton.
Kaartjes van het OV-Vorarlberg kunnen in bussen en treinen naar en vanuit St. Anton gebruikt worden. Op het stationsplein zijn de haltes van de streekbussen 92, naar Lech, en 4242, naar Landeck, te vinden. Enkele minuten gaans ten westen van het stationsplein ligt de Terminal West, een busstation waar verschillende stads- en skibussen stoppen.

## Afbeeldingen

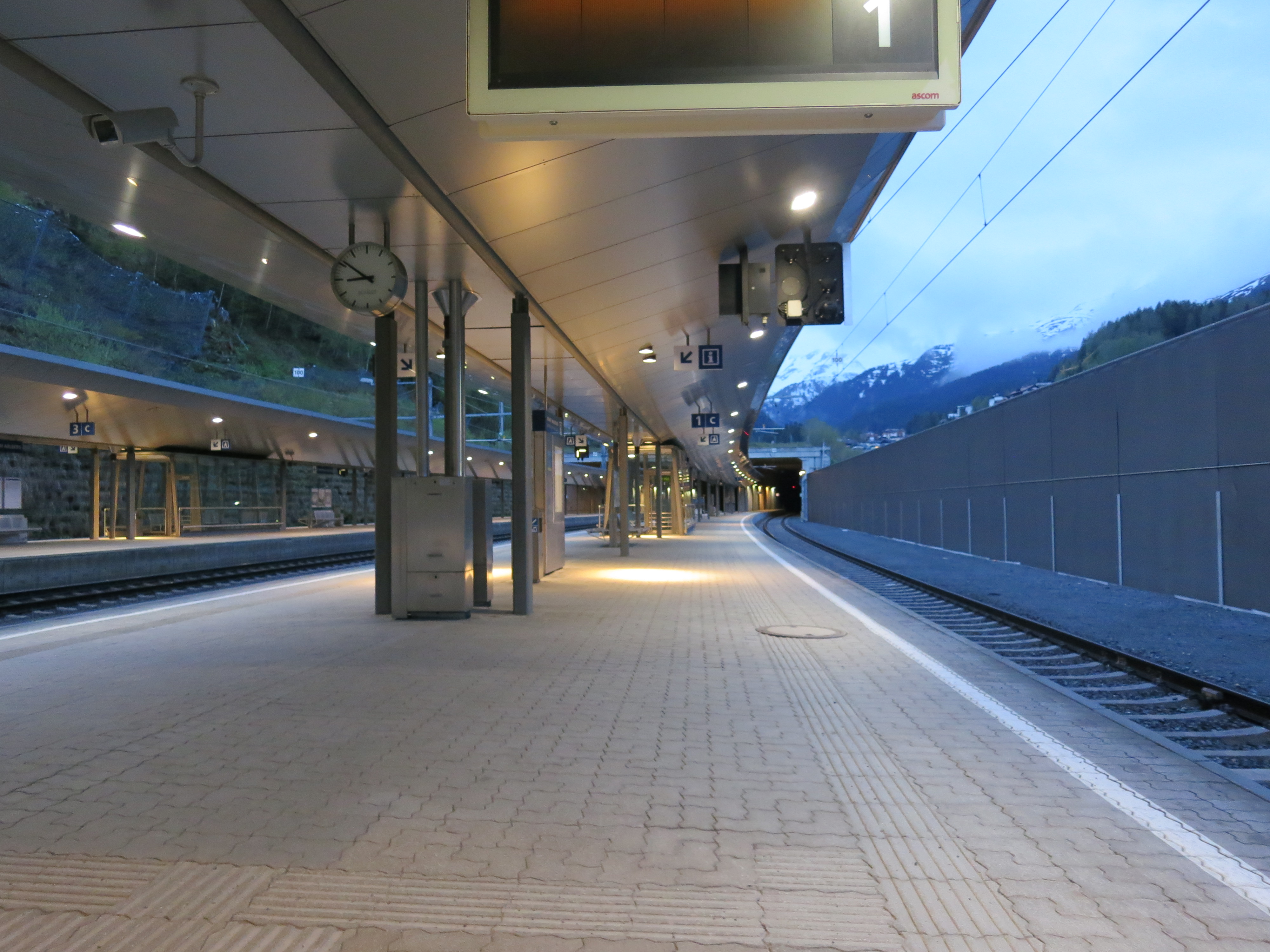
Het eilandperron tussen spoor 1 en 2 met op de achtergrond de tunnelmond van de Arlbergtunnel
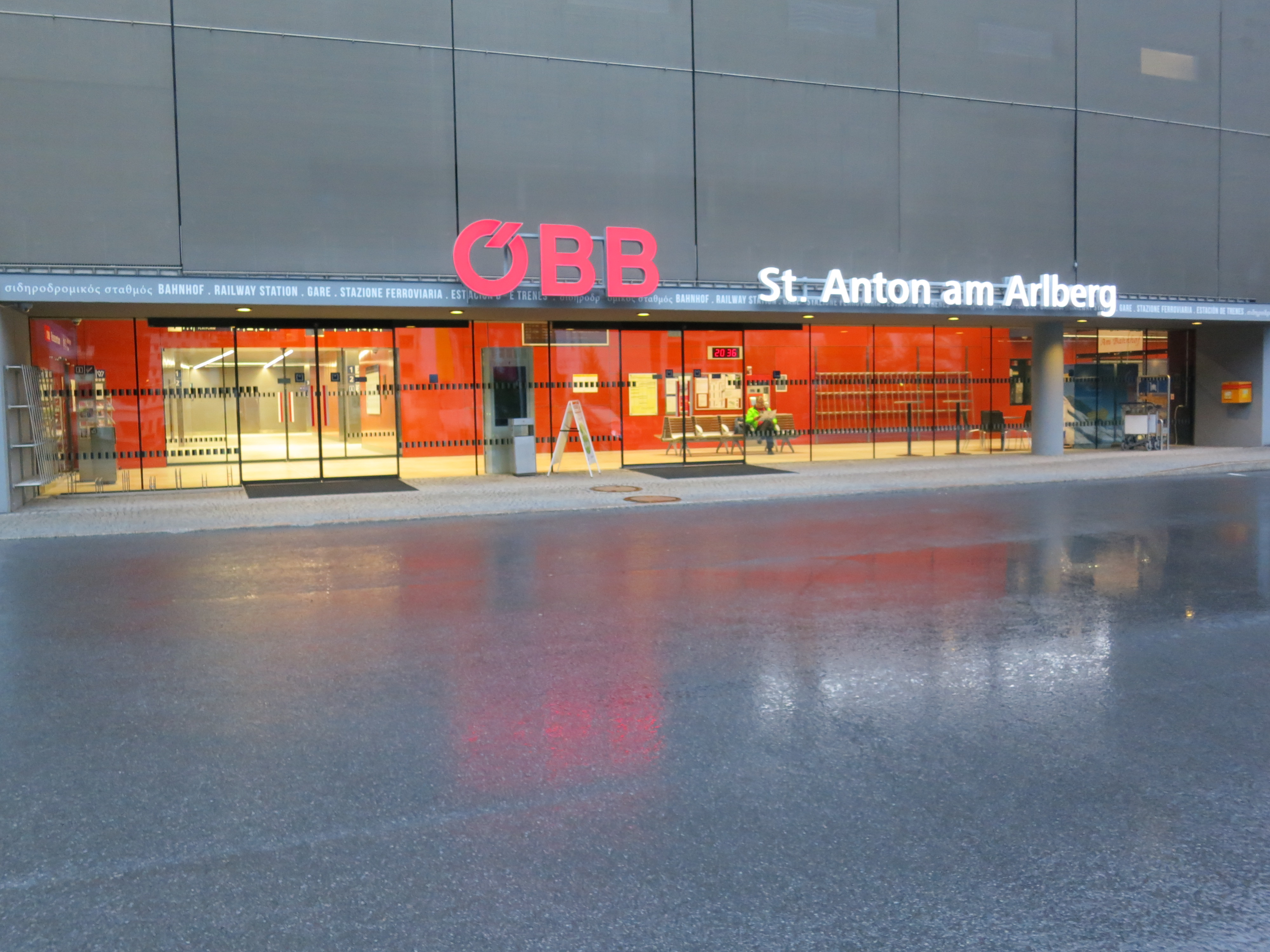
De ingang van het nieuwe station
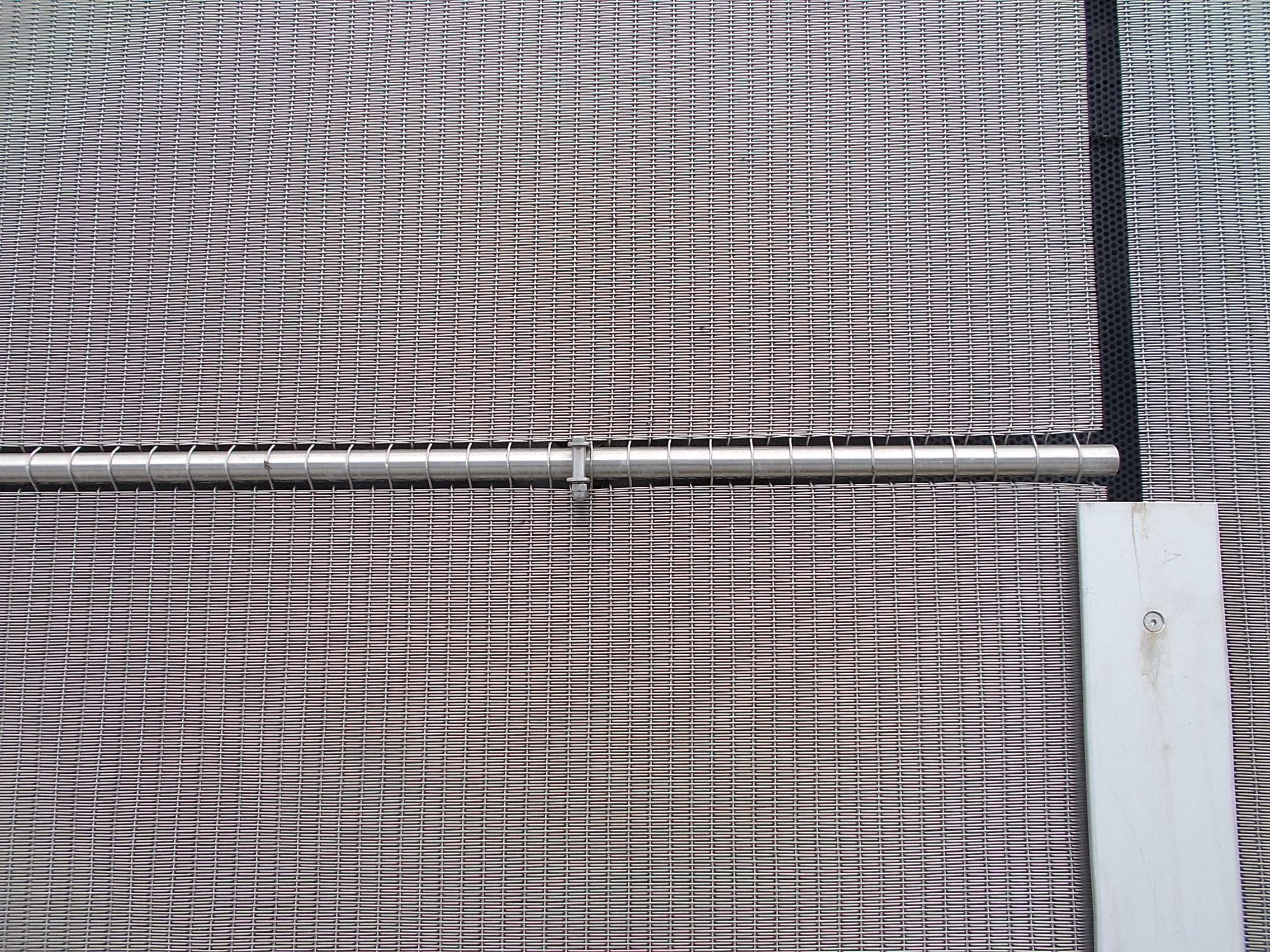
Detail van het staalvlechtwerk op de gevel van het station
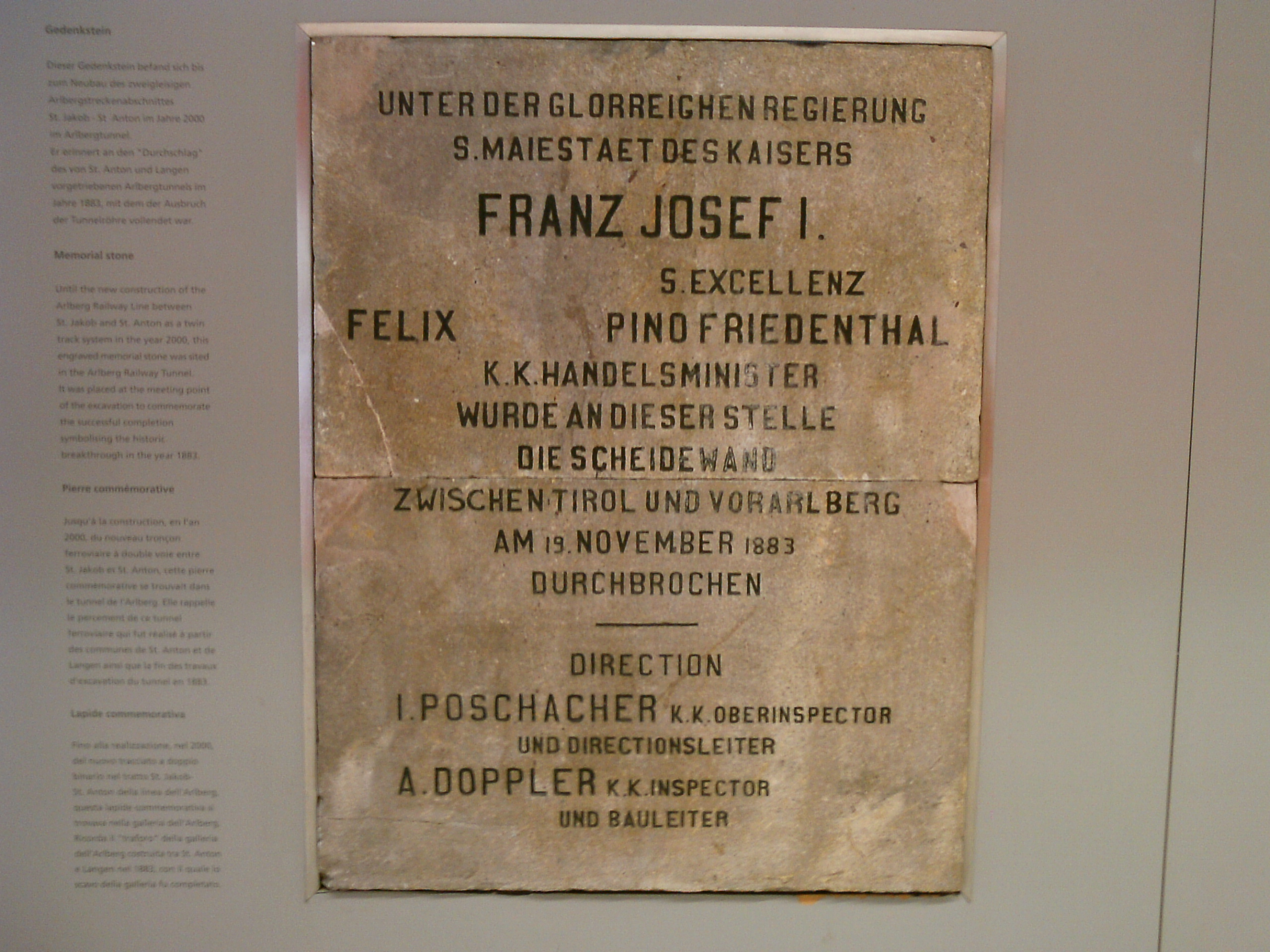
Gedenkplaat van de doorbraak in 1883 in de reizigerstunnel
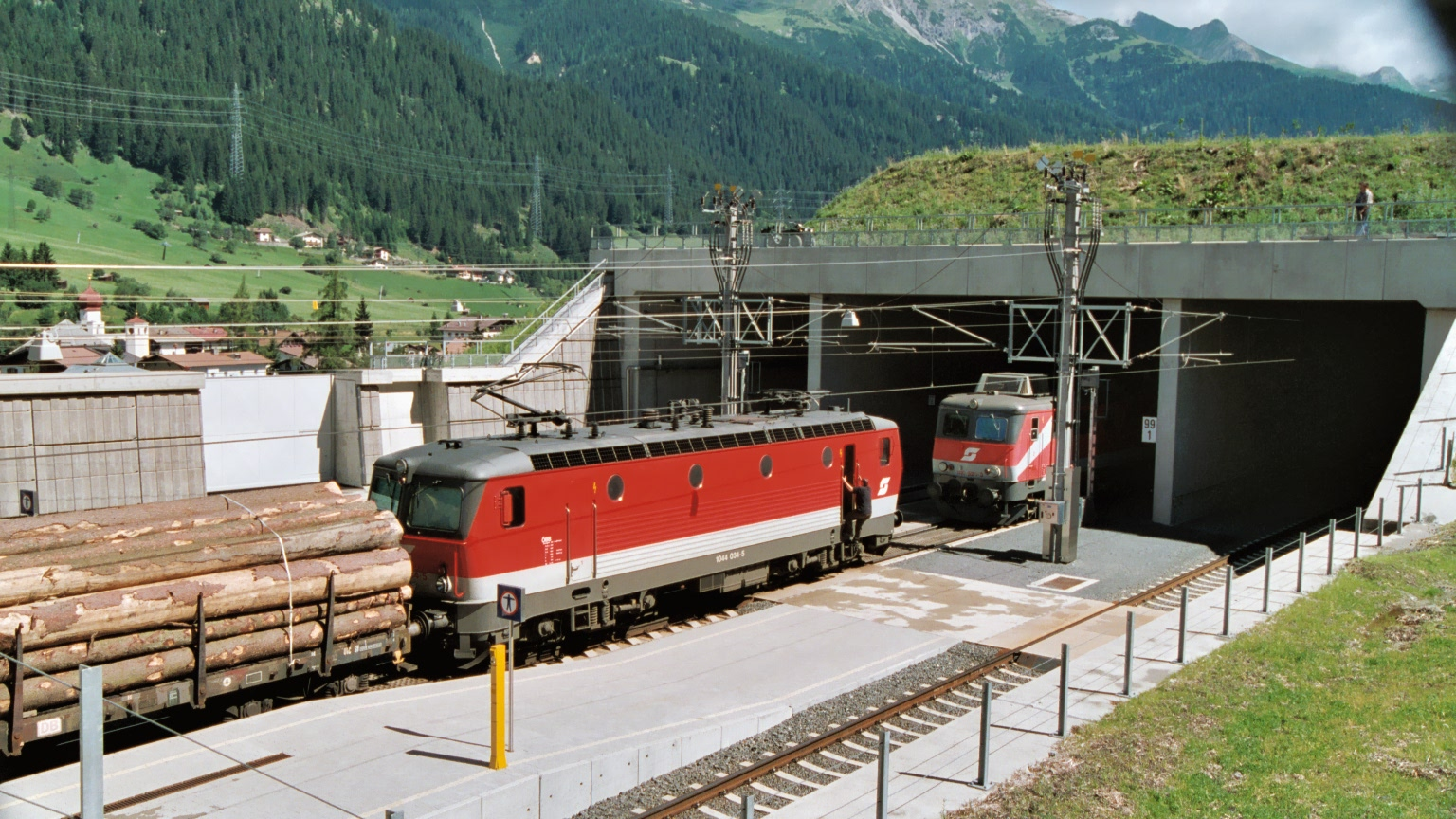
Het portaal van de Wolfsgrubentunnel in 2021
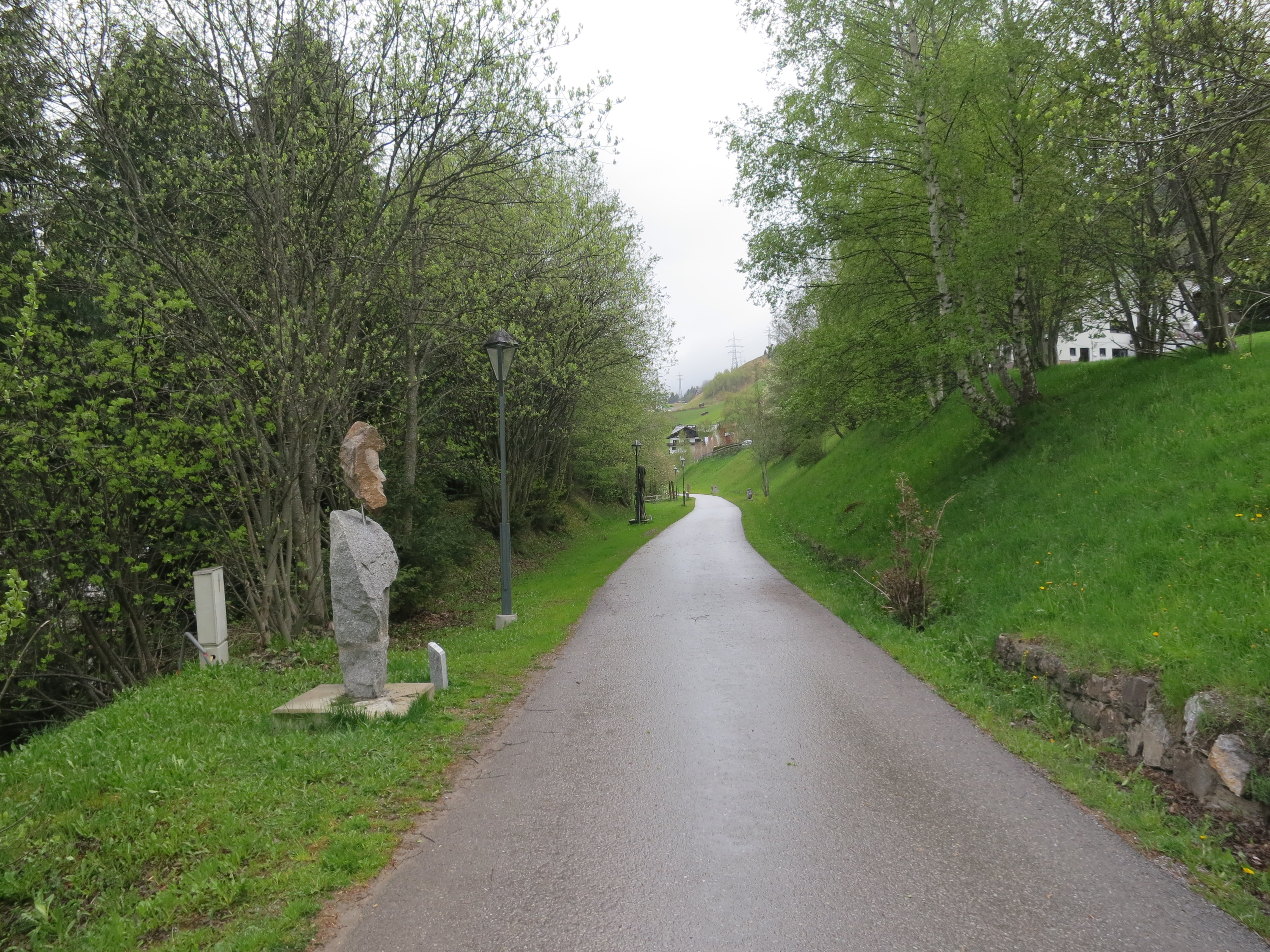
Het voormalige spoorwegtracé ten oosten van het oude station